# パル (音楽グループ)
パル（PAL）は、日本のコーラス・グループ。代表曲は荒木一郎が作詞・作曲した「夜明けのマイウェイ」。

## 概要
1977年結成。日本テレビ系ドラマ「空は七つの恋の色」の主題歌「空は七つの恋の色」 （作詞：荻野慶人、作曲：青山八郎、編曲：河野土洋）でデビュー。
1979年10月に発売した日本テレビ系ドラマ「ちょっとマイウェイ」の主題歌「夜明けのマイウェイ」が翌年にかけてヒット。
1982年、NHK総合テレビジョンで放映されたアニメ『太陽の子エステバン』のオープニング曲「冒険者たち」、エンディングテーマ「いつかどこかであなたに会った」、挿入歌 「黄金のコンドル」を担当（いずれも作詞 阿久悠、作曲 大野克夫）。エンディングテーマはNHKの『みんなのうた』でも放映された。
1982年解散。

## メンバー
- 原田博喜（はらだ ひろき） - 1950年12月12日生。1973年にバンド「オレンジ・ペコ」としてデビュー。解散後、リーダーとしてパルを結成。後に作曲家・音楽プロデューサーに転身[1]。
- 尾関裕司 - 初代リード・ボーカル。1978年の脱退後シンガーソングライター・音楽プロデューサーに転身。
- 船橋孝樹（ふなばし たかき） - 「オレンジ・ペコ」としてデビュー。パル解散後に作詞・作曲家に転身。2004年2月25日に53歳で死去[3]。
- 新井正人[4] - 2代目男性リード・ボーカルとして1979年に加入。解散後、ソロ歌手・作曲家に転身。
- 渡辺香世（わたなべ かよ） - 1979年夏に放送されたTBSドラマ花王愛の劇場「二十四の瞳」の主題歌としてソロ名義のシングル「夢の架け橋」（コーラスでパルが参加）を発売。1979年9月まで保育士をしていた[5]が、同年、女性リード・ボーカルとしてパルに加入。福島県出身[5]。

## ディスコグラフィ

### アルバム
いずれもキングレコードより。
- Air Shampoo 1978年12月5日
  - 「さようなら学生時代」の編曲を手掛けた長戸大幸がほとんどの編曲を担当し、デビュー曲「空は七つの恋の色」についてもEPの河野土洋と違いフォーク調の長戸の編曲で収録。
- California Grape-Fruit, Fresh Orange Juice 1979年
- Catch Me 1980年

### シングル
記載のないものはキングレコードより。
- 空は七つの恋の色（1978年5月5日）
  - 河野土洋編曲。配信サイトでもアルバムの長戸編曲版と楽曲タイトル表記には違いはないが、ジャケット画像等で判別可能。
- さようなら学生時代（1978年10月21日）
- 夜明けのマイウェイ（1979年）
  - ジャケットデザインは、パルのメンバーの写真だけのものと、『ちょっとマイウェイ』の番宣用スチール写真とパルのメンバーの写真を組み合わせたもの、さらに後者のデザインでパルのメンバー写真を変えたものとの3種類があった。
- 想い出のサマー・ブリーズ（1980年）
- ラスト・メモリー（1980年）
- 想い出のKOBE（1981年）
- 枯葉色の季節 ～Never Fall In Love Again～（1981年）
- 青空（1981年）
- 冒険者たち / いつかどこかで あなたに会った（スターチャイルド、1982年）
- 黄金のコンドル / それぞれのユートピア（スターチャイルド、1983年）
  - スターちチャイルドからリリースされた『太陽の子エステバン』主題歌・挿入歌のシングル2枚は、『アニメ・ベスト・カップリングシリーズ 19』として1枚にまとめたコンパクト盤も発売された。また後年に音楽配信サイトでサブスクリプションおよびダウンロードで販売されたもののジャケットは、権利上の都合から『エステバン』のイラストを使用した表ジャケットのデザインが使用できず、パルのメンバー4人の写真を使用した裏ジャケットを改変したもの（番組名のロゴと発売元を削除）が使われている。

## 夜明けのマイウェイ
「夜明けのマイウェイ」（よあけのマイウェイ）は、パルのシングル。1979年10月21日発売。作詞・作曲・プロデュース：荒木一郎、編曲：桜庭伸幸。40万枚を売り上げ、1980年2月25日付のオリコンで18位を記録した。

### カバー
- 荒木一郎（1981年）
- ちはる（1993年）CHIHARU名義。
- 高橋洋子（2015年）
- 黒木華（2024年）